# Inteligencja (psychologia)
Inteligencja – rozumiana jako sprawność umysłowa ma wiele odcieni znaczeniowych i co za tym idzie ma wiele różnych definicji. Oto niektóre z nich:

## Definicje inteligencji
- Inteligencja to konstrukt teoretyczny odnoszący się do względnie stałych warunków wewnętrznych człowieka, determinujących efektywność działań, wymagających procesów poznawczych. Warunki te kształtują się w wyniku interakcji genotypu, środowiska i własnej aktywności człowieka. (Strelau)
- Inteligencja to ogólna zdolność adaptacji do nowych warunków i wykonywania nowych zadań przez wykorzystanie środków myślenia. (Stern)
- Inteligencja to właściwość psychiczna, która przejawia się we względnie stałej, charakterystycznej dla jednostki efektywności wykonywania zadań (Tiepłow)
- Inteligencja to zdolność rozwiązywania problemów (Piaget)
- Inteligencja to dostrzeganie zależności (edukcja relacji), relacji i wyciąganie wniosków (edukcja korelacji). (Spearman)
- Inteligencja to zdolność uczenia się (G. Ferguson)
- Inteligencja to zdolność do aktywnego przetwarzania informacji, przekształcania ich z jednej formy w inną poprzez operacje logiczne - w tym sensie inteligentne są komputery, a nawet zwykłe kalkulatory.
- Inteligencja to zdolność do aktywnego przetwarzania informacji w celu lepszego przystosowywania się do zmiennego środowiska. Tak rozumianej inteligencji nie posiadają komputery (bo nie przetwarzają informacji na własne potrzeby) ale posiadają ją zwierzęta, np. owady. Taką inteligencją wykazywałaby się maszyna, która np. w lesie albo na ulicy potrafiłaby samodzielnie przetrwać i zdobywać źródła energii.
- Inteligencja to zdolność do przetwarzania informacji na poziomie abstrakcyjnych idei (np. umiejętność dokonywania obliczeń matematycznych lub gry w szachy). Taką inteligencję również posiadają komputery (sztuczna inteligencja).
- Inteligencja to zdolność do twórczego, a nie tylko mechanicznego przetwarzania informacji, czyli tworzenia zupełnie nowych pojęć i ich nieoczekiwanych połączeń. Tę umiejętność posiadają a rzadziej wykorzystują tylko niektórzy ludzie.
- Inteligencja to zespół zdolności umysłowych umożliwiających jednostce sprawne korzystanie z nabytej wiedzy oraz skuteczne zachowanie się wobec nowych zadań i sytuacji.
- Inteligencja to zdolność ogólna do celowego działania, racjonalnego myślenia i skutecznego radzenia sobie z trudnościami. [D. Wechsler]
- Inteligencja, to umiejętność adaptacji do warunków środowiska, dopasowania środowiska do potrzeb jednostki i wyboru kontekstu najbardziej odpowiedniego dla satysfakcjonującego działania. [Sternberg]
- Inteligencja, to zdolność przystosowania się do okoliczności, dzięki dostrzeganiu abstrakcyjnych relacji, korzystaniu z uprzednich doświadczeń i skutecznej kontroli nad własnymi procesami poznawczymi. [Nęcka, 2004]

Jeszcze w latach 80. XX wieku inteligencję sprowadzano do zdolności czysto intelektualnych. Obecnie uważa się, że tak rozumiana inteligencja współdziała ze zdolnościami w sferze emocjonalnej, motywacyjnej, interpersonalnej (międzyludzkiej) i współdziałanie różnych zdolności, z różnych sfer ludzkiej psychiki, pozwala na wykorzystanie potencjału intelektualnego. Dlatego współcześnie termin „inteligencja” stosuje się szerzej i wyróżnia takie jej typy jak:
- inteligencja kognitywna (albo abstrakcyjna) – to hipotetyczna esencja inteligencji dotycząca systemów naturalnych i sztucznych, sprowadza się do takich sprawności umysłowych, jak: umiejętności analizowania i syntezy informacji, które da się zawrzeć w formie znaków oraz wykorzystania posiadanej wiedzy do własnych celów, które może też modyfikować. Jak dotychczas, w praktyce, obejmuje ona zdolność kojarzenia faktów, przeprowadzania operacji prostych przekształceń językowych, dokonywania operacji logicznych. Inteligencję tę, można programować, rozbudowywać i także mierzyć za pomocą specjalnych testów.
- inteligencja werbalna - zdolność formułowania wypowiedzi, szybkiego i adekwatnego znajdowania słów, dobrego rozumienia tekstu wypowiadanego lub pisanego. Bardzo wysoką inteligencją werbalną charakteryzują się na przykład poeci, potrafiący improwizować wiersze.
- inteligencja emocjonalna - polega przede wszystkim na umiejętności radzenia sobie ze swoimi emocjami, nazywania ich oraz zauważania i wpływania na emocje innych. Wiążą się z nią takie umiejętności umysłowe jak: empatia i asertywność.
- inteligencja społeczna - pokrewna inteligencji emocjonalnej zdolność przystosowania się i wpływania na środowisko społeczne człowieka.
- inteligencja twórcza - czyli zdolność do generowania nowych pojęć lub ich nieoczekiwanych połączeń. Inteligencji twórczej nie da się mierzyć, nie ulega jednak wątpliwości, że ludzie posiadają różny jej poziom.

## Teorie inteligencji

### Czynnikowa teoria inteligencji

#### Czynnikgi czynniks.
Zastosowanie analizy czynnikowej do badania inteligencji zapoczątkował Charles Spearman w 1927 i on jest twórcą pierwszej teorii czynnikowej inteligencji. Na podstawie analizy korelacji wyników wykonywania różnych zadań wyodrębnił on czynnik ogólny (g) jako wartość statystyczną najsilniej korelującą z wykonaniem zadań intelektualnych - czyli właściwą inteligencję - oraz czynnik odpowiedzialny za specyficzne zdolności człowieka (s).

#### Hierarchiczne teorie inteligencji
Philip Vernon, przeprowadzając badania wśród rekrutów do armii brytyjskiej, wyodrębnił następujące składowe czynnika g:
- czynnik zdolności werbalnych (W), na który składają się:
  - czynnik słowny (S)
  - czynnik liczbowy (L)
  - czynnik szkolny (E)
- czynnik zdolności praktycznych (P), na który składają się:
  - sprawność mechaniczna (M)
  - zdolności przestrzenne (O)
  - zdolności manualne (R)

Raymond Cattell w 1971 roku zaproponował podział na inteligencję płynną (gf) i skrystalizowaną (gc). Ta pierwsza to ogólna zdolność warunkująca sprawność wszelkich czynności intelektualnych (zdeterminowana biologicznie), druga to zespół szczegółowych zdolności rozwijanych na skutek zastosowania inteligencji płynnej w życiu. Podobny podział przedstawił wcześniej Donald Hebb, wyróżniając inteligencję A (zdeterminowane genetycznie granice możliwości intelektualnych człowieka) i inteligencję B (przejawiającą się w zachowaniu).

#### Teorie czynników równorzędnych
Teorię jednolitego czynnika g często poddawano krytyce, uważając go za artefakt statystyczny. Powstało wiele teorii, które inteligencję sprowadzają do kilku równorzędnych zdolności. Według L. L. Thurstone'a na inteligencję składa się 7 niezależnych czynników odnoszących się do różnych aspektów funkcjonowania:
- rozumienie słów (V) – pojmowanie
- płynność słowna (W) – wypowiadanie
- zdolności liczbowe (N) – liczenie
- zdolności przestrzenne (S) – orientowanie
- rozumowanie (R)
- pamięć (M) – pamiętanie
- szybkość spostrzegania (P) – dostrzeganie

Jednak dalsze badania samego Thurstone'a wskazały na istnienie jednak czynnika nadrzędnego, który nazwał zdolnością indukcji. Inną teorię czynników równorzędnych zaproponował Howard Gardner, który wyróżnił następujące czynniki inteligencji:
- lingwistyczne (językowe) – dotyczy komunikowania się za pomocą języka
- matematyczne i logiczne - dotyczy posługiwania się relacjami pojęć abstrakcyjnych
- wizualne i przestrzenne - umożliwia postrzeganie obrazów, przekształcanie ich i odtwarzanie z pamięci
- muzyczne - dotyczy tworzenia i rozumienia znaczenia dźwięków
- interpersonalne - umożliwia rozpoznawanie i odróżnianie uczuć i zamiarów innych ludzi
- emocjonalne - dotyczy rozpoznawania uczuć i tworzenia modeli psychicznych
- kinestetyczne - dotyczy posługiwania się własnym ciałem
- przyrodnicze - dotyczy odróżniania i wykorzystywania cech środowiska

#### Model struktury intelektu Guilforda
Joy Paul Guilford, stosując ortogonalną analizę czynnikową, która wymusza uzyskanie niekorelujących ze sobą czynników, zbudował model „trójwymiarowy”, to znaczy skonstruowany z trzech wymiarów, z których pierwszy odzwierciedlał rodzaj zaangażowanych operacji umysłowych:
- ocenianie
- wytwarzanie konwergencyjne
- wytwarzanie dywergencyjne
- pamięć
- poznawanie

drugi wymiar rodzaj treści czy też materiału, na którym operacja była wykonywana:
- figuralna
- symboliczna
- semantyczna
- behawioralna

a trzeci rezultaty czynności, czyli wytwory:
- jednostki
- klasy
- relacje
- systemy
- przekształcenia
- implikacje

W ten sposób teoretycznie wyodrębniono 120 czynników. Teoria ta cieszyła się dużą popularnością, choć nigdy nie zyskała potwierdzenia empirycznego.

### Teorie rozwoju inteligencji
Z wiekiem następuje nie tylko ilościowy wzrost poziomu inteligencji, ale także zmienia się jego struktura. Przebieg i przyczyny zmian próbowali wyjaśnić najwięksi badacze rozwoju umysłowego dziecka: Lew Wygotski i Jean Piaget. Teorie te miały zupełnie inny status od teorii czynnikowych, gdyż miały nie tylko charakter opisowy (jaka jest struktura inteligencji), ale też wyjaśniały jej kształtowanie (zob. koncepcja rozwoju intelektualnego Jean Piaget'a). Obie przedstawiały inteligencję jako produkt interakcji czynników. Psychologia rosyjska, w której testy inteligencji były zakazane, rozwijała także teorie rozwojowe oparte na założeniu, że inteligencja jest wynikiem działania (praxis).

### Triarchiczna teoria Sternberga
Powstały również teorie inteligencji inspirowane przez teorię przetwarzania informacji. Najbardziej znaną z nich była ogłoszona w 1985 roku przez Roberta Sternberga tzw. triarchiczna teoria inteligencji. Teoria składa się z trzech subteorii:
- Subteoria kontekstu (aspekt praktyczny) – ujmuje inteligencję jako sposób adaptacji do środowiska (rzeczywistości), która pozwala na jego wybór lub kształtowanie.
- Subteoria doświadczenia (aspekt kreatywny) – ujmuje inteligencję jako właściwość, która pozwala na efektywne rozwiązywanie nowych zadań w ramach świadomego ogólnego systemu przetwarzania informacji oraz automatyczne przetwarzanie powtarzalnych procesów myślowych w ramach lokalnego systemu przetwarzania informacji.
- Subteoria składników (aspekt analityczny) – ujmuje inteligencję jako sposób organizowania procesów poznawczych
  - metaskładniki – najważniejsze procesy przetwarzania informacji, decydujące o sposobie planowania, kontrolowania i podejmowania decyzji
    - decydowanie, jaki problem rozwiązujemy
    - wybór składników niższego rzędu zaangażowanych w rozwiązanie zadania
    - decydowanie co do organizacji informacji
    - decydowanie co do porządkowania składników
    - decydowanie co do zakresu zaangażowania uwagi
    - kontrolowanie przebiegu wykonania zadania
    - wykrywanie zewnętrznych sprzężeń zwrotnych podczas rozwiązywania zadań

  - składniki wykonawcze – procesy przetwarzania informacji zaangażowane w wykonanie zadania, m.in. 
    - kodowanie bodźców
    - porównywanie bodźców
    - wykonywanie obliczeń umysłowych
    - wnioskowanie

  - składniki nabywania wiedzy – procesy zaangażowane w uczenie się
    - selektywne kodowanie informacji istotnych (przy odrzuceniu nieistotnych)
    - selektywne łączenie (strukturalizacja) informacji
    - selektywne porównywanie nowej informacji z uprzednio utrwaloną

## Biologiczne i kulturowe zdeterminowanie inteligencji
Inteligencja jako własność psychiki posiada oczywiście podstawę anatomiczno-fizjologiczną, ale jest ona nadal niezbadana. Tym niemniej udało się ustalić kilka korelatów inteligencji w czynności elektrycznej mózgu. W. Vogel i D. Browerman stwierdzili pozytywną korelację między ilorazem inteligencji (I.I.) a częstotliwością rytmu alfa na wykresie EEG. Również złożoność fal potencjałów wywołanych pozostaje w związku z I.I. Zdaniem Hansa Eysencka złożoność ta jest miarą tzw. „czystej”, tzn. „odziedziczonej inteligencji”. Jednak samo jej istnienie jest podawane w wątpliwość.
Inteligencja wśród zwierząt koreluje z wielkością mózgowia. Nie jest to jednak zależność na zasadzie, że im większe mózgowie, tym większa inteligencja. Należy wziąć poprawkę ze względu na fakt, że im większa masa ciała, tym większy mózg. W związku z tym stosuje się współczynnik encefalizacji. U człowieka jego wartość jest największa. Ewolucyjnie zwiększenie inteligencji mogłoby się wiązać ze zwiększeniem ilości neuronów, zwiększeniem ilości połączeń między odległymi częściami mózgowia, zwiększeniem grubości aksonów (szybciej przekazywane sygnały) lub zmniejszeniem neuronów (gęstsze upakowanie). Każda z tych strategii napotyka jednak ograniczenia natury fizycznej (spowolnienie przekazywania informacji, zużycie energii, zakłócenia w przekazywaniu sygnałów). Wydaje się, że ludzkie mózgowie jest bliskie granicy wyznaczonej przez fizyczne ograniczenia.
Udział czynników genetycznego i środowiskowego w kształtowaniu różnic w zakresie inteligencji było przedmiotem zaciekłych sporów o politycznych implikacjach. Gdyby różnice w inteligencji były dziedziczone, najważniejsza stawałaby się selekcyjna rola szkolnictwa, a wyrównawcza byłaby nieskuteczna. Natomiast gdyby różnice te były nabywane, pomiar inteligencji prowadziłby tylko poprzez etykietkowanie do podwyższania lub obniżania inteligencji (jako samosprawdzająca się przepowiednia), a najistotniejszy powinien być wysiłek włożony w programy wyrównawcze. Obecnie panuje pogląd, że oba czynniki współkształtują rozwój intelektualny w myśl stwierdzenia Hebba: „Proporcja obu czynników stanowi 100 procent środowiska i 100 procent dziedziczności. Nie dodają się one, ponieważ jakiekolwiek zachowanie zależy w pełni od obu czynników.” Jeżeli natomiast chodzi o ilościowy wpływ, jak pokazują badania nad bliźniętami jedno- i dwujajowymi, tzw. wskaźnik odziedziczalności wynosi około h²=0,52 (badania Strelaua).

## Pomiar inteligencji
Do pomiaru tzw. ilorazu inteligencji stosowanych jest szereg testów psychologicznych. Pierwszym testem inteligencji był test Alfreda Bineta z 1905. Do najbardziej znanych należą m.in.:
- WAIS-R
- Stanfordzka Skala Inteligencji Bineta
- Test inteligencji Cattella
- Test matryc Ravena
- Wechsler W-B
- APIS

Oprócz tego istnieje szereg niestandaryzowanych testów, publikowanych w ramach „psychozabaw” w rozmaitych czasopismach. Testy te nie dają psychometrycznie poprawnej informacji o poziomie czyjejś inteligencji, gdyż nie były porównywane z żadną grupą kontrolną, dlatego też orzekanie o poziomie inteligencji na ich podstawie jest bezzasadne.